# Washoes

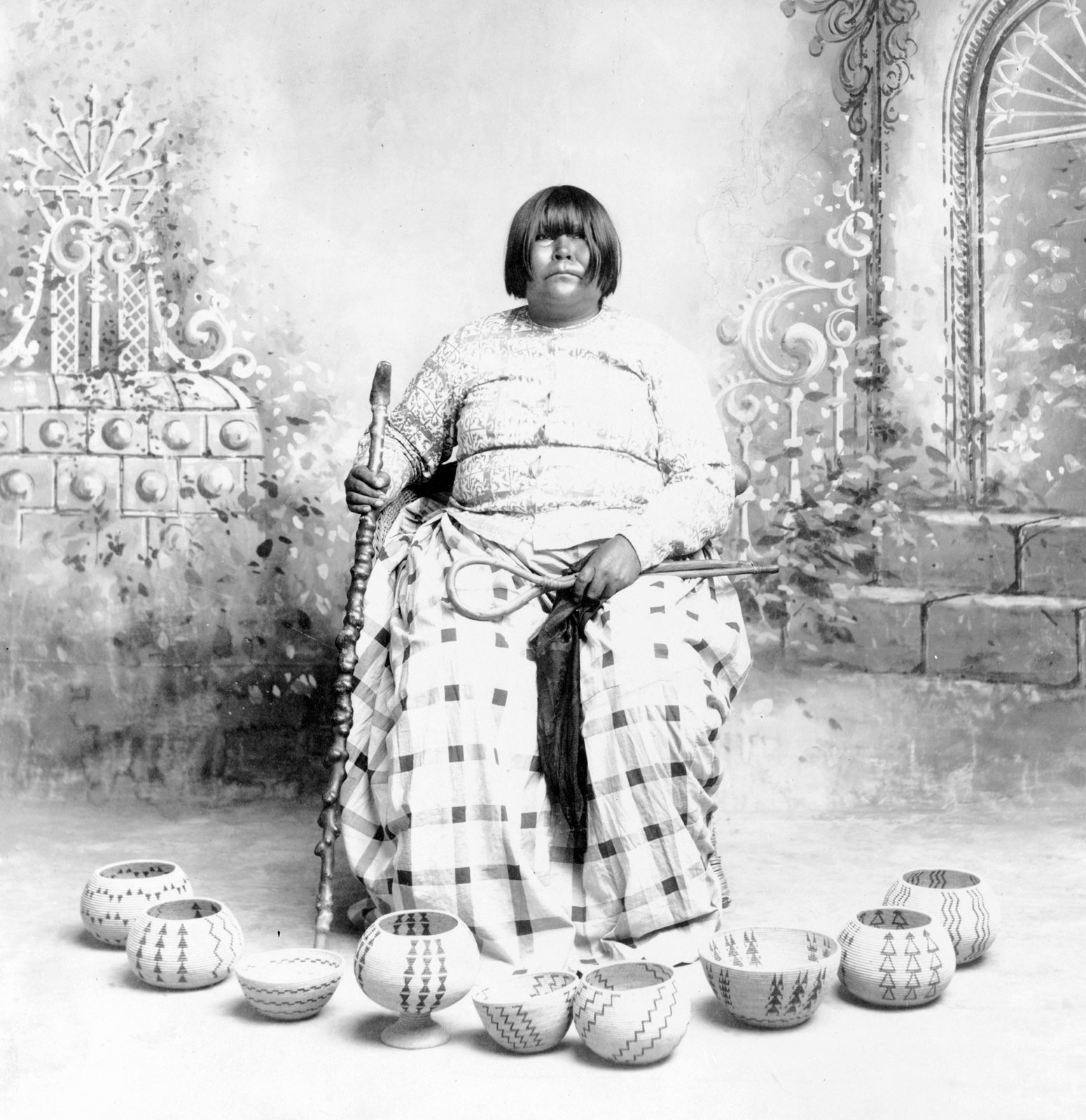
Dat So La Lee, artiste de vannerie washoe.

Les Washoes sont un peuple amérindien du Grand Bassin (en), vivant en Californie et au Nevada. C'est un autonyme signifiant « peuple d'ici » en langue washo.